# Moyenneville (Somme)
Moyenneville é uma comuna francesa na região administrativa de Altos da França, no departamento de Somme. Estende-se por uma área de 14,12 km². Em 2010 a comuna tinha 731 habitantes (densidade: 51,8 hab./km²).